# نور الرشيدي
نور عبيد الرشيدي (مواليد 12 مارس 1995) هو لاعب كرة قدم سعودي يلعب حالياً في نادي الوحدة. لعب سابقاً في نادي الأنصار.